# Anamorph
Anamorph es una película independiente dirigida por Henry S. Miller y protagonizada por Willem Dafoe. Dafoe interpreta a Stan Aubray, un veterano detective que nota una similitud entre un caso al que ha sido asignado y otro de sus casos previos. La película está basada en el concepto de anamorfosis, una técnica de pintura que manipula las leyes de la perspectiva para crear dos imágenes competentes en un único dibujo. 
Inicialmente, Dafoe había rechazado el papel, pero lo reconsideró después de conocer a la productora Marissa McMahon en un vuelo desde Los Ángeles.
La película fue estrenada en el Festival internacional de cine de Milwaukee en 2007. Luego sería proyectada en varios festivales durante 2007 y 2008.

## Reparto y personajes
- Willem Dafoe como Stan.
- Scott Speedman como Carl.
- Peter Stormare como Blair.
- Clea DuVall como Sandy.
- James Rebhorn como Brainard.
- Amy Carlson como Alexandra Fredericks.
- Yul Vázquez como Jorge.
- Don Harvey como Asesino.
- Paul Lazar como Forense.
- Edward Hibbert como Propietario de la galería de arte.
- Mick Foley como Propietario de la tienda de antigüedades.
- Debbie Harry como Vecino.
- Paz de la Huerta como Mujer joven.
- Michael Buscemi como Detective.